# Lægevikar
En lægevikar er et alternativ til en fastansat læge, hvis en sundhedsinstitution i perioder har behov for erstatning ved sygdom eller vakancer. Lægevikarer kan også benyttes ved behov for nye eller supplerende kompetencer i organisationen under spidsbelastning, såsom et periodevis øget pres på ventelisterne.
Lægevikarer tilbydes ofte højere løn end fastansatte læger, hvilket indebærer øget personaleomkostninger for sundhedsinstitutionerne og dermed regionerne/kommunerne. I modsætning hertil skal dog ses, at sundhedsinstitutionerne ikke samtidig betaler for en lægevikars pensionsordning, forsikringer eller efteruddannelse. I tilgift hertil giver lægevikarer ofte større fleksibilitet når institutionens behov for lægehjælp er størst, ligesom det er hurtigere, nemmere og billigere for sundhedsinstitutionerne at opsige samarbejdet med en lægevikar end det er tilfældet med en fastansat læge.    
En lægevikar er ansat via et vikarbureau som ofte har en rammeaftale med en region og herunder en given sundhedsinstitution. Lægevikaren bliver hermed udstationeret af bureauet til den pågældende sundhedsinstitution i en prædefineret periode.[kilde mangler]